# 索河畔巴赞库尔
索河畔巴赞库尔（法語：Bazincourt-sur-Saulx，法語發音：[bazɛ̃kuʁ syʁ so]）是法国默兹省的一个市镇，属于巴勒迪克区。

## 地理
索河畔巴赞库尔（48°40'33"N, 5°8'20"E）面积10.34 平方千米，位于法国大東部大區默兹省，该省份为法国西北部内陆省份，北与比利时接壤，西接马恩省和阿登省，南至上马恩省和孚日省，东临默尔特-摩泽尔省。
与索河畔巴赞库尔接壤的市镇（或旧市镇、城区）包括：巴鲁瓦地区布里永、艾龙维尔、拉万库尔、蒙普洛讷、吕欧诺南。

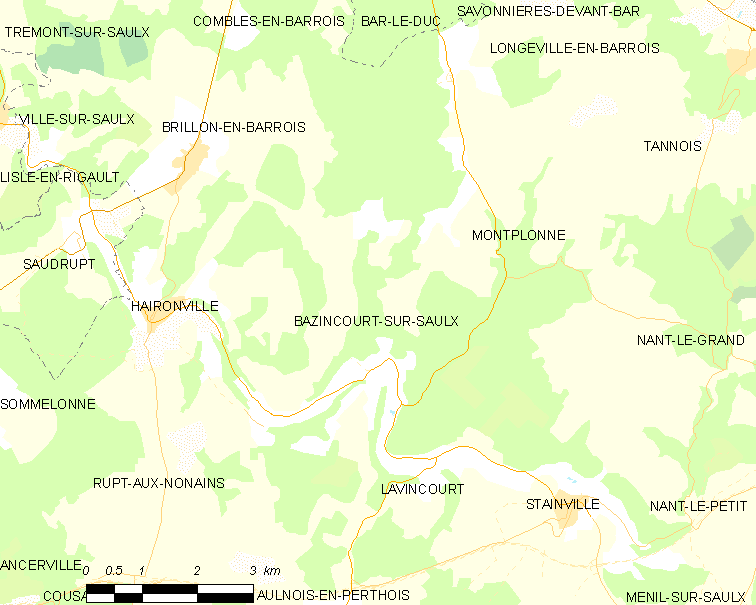
索河畔巴赞库尔的OSM定位图

索河畔巴赞库尔的时区为UTC+01:00、UTC+02:00（夏令时）。

## 行政
索河畔巴赞库尔的邮政编码为55170，INSEE市镇编码为55035。

## 政治
索河畔巴赞库尔所属的省级选区为昂塞维尔县。

## 人口

1962-2008年间索河畔巴赞库尔人口变化图示

索河畔巴赞库尔于2022年1月1日时的人口数量为142人。